# Гипероктаэдр
Гиперокта́эдр — геометрическая фигура в n-мерном евклидовом пространстве: правильный политоп, двойственный n-мерному гиперкубу. Другие названия: кокуб, ортоплекс, кросс-политоп.
Символ Шлефли n-мерного гипероктаэдра — {3;3;...;3;4}, где всего в скобках (n-1) число.
Гипероктаэдр можно понимать как шар в метрике городских кварталов.

## Частные случаи
| Число измерений n | Название фигуры    | Символ Шлефли | Изображение |
| ----------------- | ------------------ | ------------- | ----------- |
| 1                 | отрезок            | {}            |             |
| 2                 | квадрат            | {4}           |             |
| 3                 | октаэдр            | {3;4}         |             |
| 4                 | шестнадцатиячейник | {3;3;4}       |             |
| 5                 | 5-ортоплекс        | {3;3;3;4}     |             |

## Описание
{\displaystyle n}-мерный гипероктаэдр имеет {\displaystyle 2n} вершин; любая вершина соединена ребром с любой другой — кроме (при {\displaystyle n>1)} вершины, симметричной ей относительно центра политопа.
Все его {\displaystyle k}-мерные гиперграни {\displaystyle (k<n)} — одинаковые правильные симплексы; их число равно {\displaystyle 2^{k+1}C_{n}^{k+1}.}
Угол между двумя смежными {\displaystyle (n-1)}-мерными гипергранями (при {\displaystyle n>1)} равен {\displaystyle \arccos \left({\frac {2-n}{n}}\right)}.
{\displaystyle n}-мерный гипероктаэдр {\displaystyle (n>1)} можно представить как две одинаковых правильных {\displaystyle n}-мерных пирамиды, приложенные друг к другу своими основаниями в форме {\displaystyle (n-1)}-мерного гипероктаэдра.

## В координатах
{\displaystyle n}-мерный гипероктаэдр можно расположить в декартовой системе координат так, чтобы его вершины имели координаты {\displaystyle (\pm 1;0;\ldots ;0),} {\displaystyle (0;\pm 1;\ldots ;0),\ldots ,} {\displaystyle (0;0;\ldots ;\pm 1).} При этом каждая из {\displaystyle 2^{n}} его {\displaystyle (n-1)}-мерных гиперграней будет располагаться в одном из {\displaystyle 2^{n}} ортантов {\displaystyle n}-мерного пространства.
Начало координат {\displaystyle (0;0;...;0)} будет центром симметрии политопа, а также центром его вписанной, описанной и полувписанных гиперсфер.
Поверхность гипероктаэдра будет геометрическим местом точек {\displaystyle (x_{1};x_{2};\ldots ;x_{n}),} чьи координаты удовлетворяют уравнению
{\displaystyle \sum _{i=1}^{n}|x_{i}|=1,}
а внутренность — геометрическим место точек, для которых
{\displaystyle \sum _{i=1}^{n}|x_{i}|<1.}

## Метрические характеристики
Если {\displaystyle n}-мерный гипероктаэдр {\displaystyle (n>1)} имеет ребро длины {\displaystyle a,} то его {\displaystyle n}-мерный гиперобъём и {\displaystyle (n-1)}-мерная гиперплощадь поверхности выражаются соответственно как
{\displaystyle V_{n}={\frac {(a{\sqrt {2}})^{n}}{n!}},}
{\displaystyle S_{n-1}={\frac {a^{n-1}{\sqrt {n2^{n+1}}}}{(n-1)!}}.}
Радиус описанной {\displaystyle (n-1)}-мерной гиперсферы (проходящей через все вершины) при этом будет равен
{\displaystyle R=\rho _{0}={\frac {a}{\sqrt {2}}},}
радиус {\displaystyle k}-й полувписанной гиперсферы (касающейся всех {\displaystyle k}-мерных гиперграней в их центрах; {\displaystyle k<n}) —
{\displaystyle \rho _{k}={\frac {a}{\sqrt {2(k+1)}}},}
радиус вписанной гиперсферы (касающейся всех {\displaystyle (n-1)}-мерных гиперграней в их центрах) —
{\displaystyle r=\rho _{n-1}={\frac {a}{\sqrt {2n}}}.}